# Ígor Chugáinov
Ígor Valérievich Chugáinov (en ruso: Игорь Валерьевич Чугайнов) (Moscú, Unión Soviética, 6 de abril de 1970) es un exfutbolista ruso que actualmente ejerce de entrenador asistente del FC Avangard Kursk.

## Clubes
| Club               | País            | Año       |
| ------------------ | --------------- | --------- |
| FC Torpedo Moscú   | Unión Soviética | 1986-1989 |
| FC Lokomotiv Moscú | Unión Soviética | 1989-1991 |
| FC Torpedo Moscú   | Rusia           | 1991-1994 |
| FC Lokomotiv Moscú | Rusia           | 1994-2001 |
| FC Uralan Elista   | Rusia           | 2001-2003 |

Director Técnico
| Club                           | País  | Año       |
| ------------------------------ | ----- | --------- |
| Federación Rusa de Fútbol U-19 | Rusia | 2003-2006 |
| F.K. Zenit Sankt-Petersburg    | Rusia | 2006-2007 |
| FC Khimki                      | Rusia | 2009      |
| FC Torpedo Moscú Asistente     | Rusia | 2010      |
| FC Torpedo Moscú               | Rusia | 2010-2012 |
| FC Sokol                       | Rusia | 2012-2015 |

- Datos: Q596118
- Multimedia: Igor Chugainov / Q596118